# Старые Турнали
Ста́рые Турнали́ (тат. Иске Төрнәле) — село в Арском районе Республики Татарстан, в составе Урнякского сельского поселения.

## География
Село находится на реке Казанка, в 15 км к северо-востоку от районного центра, города Арска.

## История
Село известно с 1617 года. В дореволюционных источниках упоминается также под названием Малые Турнали.
В XVIII – первой половине XIX века жители относились к сословию государственных крестьян. Основные занятия жителей в этот период – земледелие и скотоводство, было распространено изготовление берд (деталь ткацкого станка в виде гребня).
В «Списке населенных мест по сведениям 1859 года», изданном в 1866 году, населённый пункт упомянут как казённая деревня Старые Турнали 2-го стана Казанского уезда Казанской губернии. Располагалась при реке Казанке, по левую сторону Сибирского почтового тракта, в 72 верстах от губернского города Казани и в 14 верстах от становой квартиры в заштатном городе Арске. В деревне в 26 дворах жили 248 человек (125 мужчин и 123 женщины). Была мечеть.
В начале XX века в селе функционировали мечеть, 3 бакалейные лавки. В этот период земельный надел сельской общины составлял 551,5 десятины.
До 1920 года село входило в Кармышскую волость Казанского уезда Казанской губернии. С 1920 года в составе Арского кантона ТАССР. С 10 августа 1930 года в Арском районе.

## Население
| 1782 | 1859 | 1897 | 1908 | 1920 | 1926 | 1938 | 1958 | 1970 | 1979 | 1989 | 2002 | 2010 | 2015 |
| ---- | ---- | ---- | ---- | ---- | ---- | ---- | ---- | ---- | ---- | ---- | ---- | ---- | ---- |
| 20   | 248  | 345  | 404  | 439  | 442  | 434  | 316  | 223  | 215  | 185  | 196  | 170  | 186  |

Национальный состав cела: татары.

## Экономика
Жители работают преимущественно в сельскохозяйственном производственном кооперативе «Турнали», занимаются полеводством, мясо-молочным скотоводством.

## Объекты образования и культуры
В деревне действуют клуб, библиотека, детский сад (с 1991 года).

## Религиозные объекты
Мечеть.